# .600 Overkill
El .600 Overkill es un cartucho metálico de caza mayor diseñado por American Hunting Rifles, para adaptarse al mecanismo del CZ-550.

## Diseño
El .600 Overkill fue diseñado por Robert Garnick de Las Vegas, Nevada, en 2000. El casquillo original, con cinturón, .683 pulgadas (17.35 mm), agregado para el espacio entre cabezas y el borde para que se ajuste a la cabeza del cerrojo del .505 Gibbs .640 in (16.26 mm).
Este cartucho estuvo destinado a disparar la bala más grande capaz de caber en el mecanismo del CZ-550,  y fue diseñado específicamente para la caza de elefantes . El CZ-550 puede albergar dos cartuchos, con ligeras modificaciones. El .600 Overkill dispara un proyectil de 900 granos a más de 2400 pies/s (731,5 m/s) ,